# Donald Houston
Donald Daniel Houston (* 6. November 1923 in Tonypandy, Wales; † 13. Oktober 1991 in Coimbra, Portugal) war ein walisischer Schauspieler.

## Leben
Donald Daniel Houston ist der ältere Bruder des Schauspielers Glyn Houston (1925–2019). Gemeinsam mit ihm und seiner Schwester wurde er von seiner Tante in Tonypandy, Wales, aufgezogen. Während des Zweiten Weltkriegs diente er bei der Royal Air Force als Heckschütze und später als Funkoffizier. Anschließend arbeitete er in einer Kohlemine in Glamorganshire, Wales, bevor er beim Theater begann. Sein Leinwanddebüt gab er in dem 1949 erschienenen und von Frank Launder inszenierten Filmdrama Die blaue Lagune an der Seite von Jean Simmons und Noel Purcell. In der Literaturverfilmung des gleichnamigen Romans von Henry De Vere Stacpoole spielte er die Hauptrolle des Michael. Obwohl Houston noch weitere Filme wie Der längste Tag, Agenten sterben einsam und Kampf der Titanen drehte, sollte es die bekannteste Rolle in seiner Karriere bleiben.
Von 1949 bis zu seinem Tod war Houston mit der Schauspielerin Brenda Hogan verheiratet.

## Filmografie (Auswahl)

### Film
- 1949: Die blaue Lagune (The Blue Lagoon)
- 1949: Kampf ums Geld (A Run for Your Money)
- 1954: Aber, Herr Doktor… (Doctor in the House)
- 1957: Der Pedbury-Fall (The Girl in the Picture)
- 1957: Yangtse-Zwischenfall (Yangtse Incident: The Story of H.M.S. Amethyst)
- 1958: Gegen Sitte und Moral (A Question of Adultery)
- 1958: Schrei im Morgengrauen (The Man Upstairs)
- 1959: Der Weg nach oben (Room at the Top)
- 1959: Verrat im Camp 127 (Danger Within)
- 1961: Gebrandmarkt (The Mark)
- 1962: Der längste Tag (The Longest Day)
- 1962: Der Löwe von Sparta (The 300 Spartans)
- 1963: Die Ausgekochten (Maniac)
- 1963: Doktor in Nöten (Doctor in Distress)
- 1964: Ist ja irre – ’ne abgetakelte Fregatte (Carry On Jack)
- 1964: Kampfgeschwader 633 (633 Squadron)
- 1965: Sherlock Holmes’ größter Fall (A Study in Terror)
- 1967: Königin der Wikinger (The Viking Queen)
- 1968: Agenten sterben einsam (Where Eagles Dare)
- 1969: Das Buschbaby (The Bushbaby)
- 1970: Inzest (My Lover My Son)
- 1973: Geschichten, die zum Wahnsinn führen (Tales That Witness Madness)
- 1976: Reise der Verdammten (Voyage of the Damned)
- 1980: Die Seewölfe kommen (The Sea Wolves)
- 1981: Kampf der Titanen (Clash of the Titans)

### Serien
- 1965: Geheimauftrag für John Drake (Danger Man, zwei Folgen)
- 1967: Der Mann mit dem Koffer (Man in a Suitcase, eine Folge)
- 1969: Department S (eine Folge)
- 1971: Now, Take My Wife (14 Folgen)
- 1971: Paul Temple (eine Folge)
- 1971: Jason King (eine Folge)
- 1973: Gene Bradley in geheimer Mission (The Adventurer, eine Folge)
- 1973: Kein Pardon für Schutzengel (The Protectors, eine Folge)
- 1973: Moonbase 3 (sechs Folgen)
- 1978: Simon Templar – Ein Gentleman mit Heiligenschein (Return of the Saint, 1 Folge)
- 1979: The Boy Merlin (sechs Folgen)
- 1983: Detektei Blunt (Agatha Christie’s Partners in Crime, eine Folge)